# Tatu-de-rabo-mole-pequeno
Tatu-de-rabo-mole-pequeno, tatu-de-rabo-mole e tatu-rabo-de-couro (nome científico: Cabassous unicinctus), também referido genericamente como cabaçu, cabuçu, tatuaíva e tatuxima, é uma espécie de tatu da família dos clamiforídeos (Chlamyphoridae) da América do Sul. Ocorre no Bolívia, Equador, Peru, Paraguai Colômbia, Venezuela, Brasil, Guiana, Guiana Francesa e Suriname. Foi descrito por Carlos Lineu, em 1758, na 10.ª edição do Sistema Naturae. É tido como pouco preocupante nas listas de conservação do Brasil e internacionais, porém mais estudos precisam ser realizados para se ter maior clareza da ecologia dessa espécie. Pensa que a designação Tatu-de-rabo-mole-pequeno possa englobar mais de uma espécie que não se confirmou pela ausência de mais informações.

## Etimologia
Seus nomes comuns advêm do tupi: tatu de tatú; cabaçu de kawa-wasú; cabuçu de kawusú; tatuaíva de tatu-aíwa; e tatuxima de tatu-wa-sýma.
A origem também pode ser a língua galibi, que possui o termo kapasi e capacou como significando tatu.

## Descrição
Menores do que alguns outros tatus, os machos medem em média 36 centímetros (14 polegadas) de comprimento da cabeça até a ponta corpo e pesam cerca de 3,0 quilos (6,6 libras), enquanto as fêmeas são maiores, medindo 38 centímetros (15 polegadas) e pesando 3,8 quilos ( 8,4 libras). A cauda mede cerca de 16 centímetros em ambos os sexos e tem apenas escamas minúsculas em sua pele, ao contrário das escamas maiores encontradas na maioria das outras espécies de tatu.
A parte superior do corpo é coberta por uma carapaça óssea cinza escura de placas quadradas. Na parte média do corpo, essa carapaça é dividida em uma série de dez a treze anéis móveis, dando ao animal algum grau de flexibilidade. Os indivíduos presentes mais ao norte de sua distribuição possuem uma faixa clara que margeia a carapaça. Embora existam alguns pelos eriçados ao redor das margens das escamas, a cauda e a parte inferior do animal não têm pelos. A armadura cobre a nuca e se estende até a cabeça entre as orelhas. Escamas menores e mais finas também são encontradas nas bochechas e na superfície externa das orelhas. O focinho é relativamente curto e as orelhas grandes e afuniladas. Existem cinco dedos com garras em cada pé, com as garras do meio nos membros anteriores sendo particularmente grandes e em forma de foice.

## Distribuição e habitat
Os tatus-de-rabo-mole-pequeno são encontrados em todo o norte da América do Sul a leste dos Andes, estando presentes na Bolívia, Equador, Peru, Paraguai Colômbia, Venezuela, Brasil, Guiana, Guiana Francesa e Suriname. Especialmente no Brasil, se estende por 108 município, até o sul dos estados de Mato Grosso, Goiás e Minas Gerais, ocorrendo em diferentes biomas (Amazônia, a Caatinga, o Cerrado, a Mata Atlântica e o Pantanal). Estima-se que há, em média, 0,27 indivíduo por hectare em estudo realizado na Estação Ecológica de Itirapina, em São Paulo. Mais estudos precisam ser realizados para determinar se esse táxon é representado por apenas uma espécie ou se há ao menos duas, uma no norte e outra no sul.
Duas subespécies são reconhecidas:
- Cabassous unicinctus squamicaudis Lund, 1845 - sul do Rio Amazonas
- Cabassous unicinctus unicinctus Carlos Lineu, 1758 - norte da Amazônia

## Biologia e comportamento
Os tatus-de-rabo-mole-pequeno são solitários e são considerados noturnos nos trópicos, mas foi relatado que são diurnos mais ao sul. Como muitos tatus, é insetívoro, alimentando-se quase inteiramente de formigas e cupins. A reprodução ocorre durante todo o ano, e os animais vivem até sete anos em cativeiro.
Os tatus têm hábitos fossoriais e passam grande parte do tempo cavando tocas com cerca de 16 centímetros de diâmetro. As partes externas da toca são arredondadas, uma vez que o animal inicialmente gira seu corpo enquanto cava, mas se tornam mais planas cerca de 45 centímetros a partir da entrada. Normalmente estão localizadas em cupinzeiros. São capazes de desaparecer em 45 segundos em solos macios e não reutilizam suas tocas.

## Conservação
Apesar de classificada como não ameaçada nas listas sobre conservação do Brasil, a caça, perda de habitat, incêndios e agricultura são ameaças comuns às populações de tatus, sobretudo no Cerrado. Na IUCN, por sua vez, é descrita como espécie pouco preocupante. No Pantanal, é ocasionalmente consumido pelos locais, mas visto que sua caça é oportunística, não apresenta risco visível aos indivíduos.